# جوزيف والكر
جوزيف والكر (بالإنجليزية: Joseph Walker)‏ هو مخترِع ومونتير ومصور سينمائي أمريكي، ولد في 22 أغسطس 1892 في دنفر في الولايات المتحدة، وتوفي في 1 أغسطس 1985 في لاس فيغاس في الولايات المتحدة.

## وصلات خارجية
- جوزيف والكر على موقع IMDb (الإنجليزية)
- جوزيف والكر على موقع ألو سيني (الفرنسية)
- جوزيف والكر على موقع أول موفي (الإنجليزية)
- جوزيف والكر على موقع قاعدة بيانات الأفلام السويدية (السويدية)
- جوزيف والكر على موقع قاعدة بيانات الفيلم (الإنجليزية)
- جوزيف والكر على موقع كينوبويسك (الروسية)